# 大萼臭椿
大萼臭椿（学名：Ailanthus integrifolia subsp. calycina）是苦木科臭椿属的一种大型乔木，分布于越南、印度和中国云南地区。

## 特征描述
大萼臭椿高可达30米。其偶数羽状复叶簇生在分枝先端，小叶互生，6-7对，幼时被疏柔毛。叶片为卵形或长圆状卵形，正面深绿色，背面浅绿色，两面无毛或幼时叶背中脉被疏柔毛，先端渐尖，基部极偏斜，两侧有1-6个数目不等的半透明小腺体，叶边缘全缘，侧面9-11对。
果实为翅果，长圆形，先端常扭曲，呈网状，种子1枚，位于翅的中部，压扁。果期为1-3月。